# 吴培娟
吴培娟，OMB（1951年—），汉族，中华人民共和国政治人物，第十届、第十一届、第十二届、第十三届全国政协委员。
2008年，当选第十一届全国政协委员，代表特邀澳门人士，分入第五十四组。并担任民族和宗教委员会专委。2018年1月，当选第十三届全国政协委员。2020年起担任澳门镜湖医院院长、澳门镜湖医院慈善會副理事長兼秘書長。